# Вибел
Ви́бел (болг. Въбел) — село в Плевенській області Болгарії. Входить до складу общини Никопол.

## Населення
За даними перепису населення 2011 року у селі проживали 740 осіб.
Національний склад населення села:
| Національність   | Кількість осіб | Відсоток |
| ---------------- | -------------- | -------- |
| болгари          | 394            | 96,6%    |
| турки            | 8              | 2,0%     |
| не визначились   | 4              | 1,0%     |
| Всього відповіли | 408            |          |

Розподіл населення за віком у 2011 році:
Динаміка населення: